# 上馬
上馬（かみうま）は、東京都世田谷区の地名。現行行政地名は上馬一丁目から上馬五丁目。住居表示実施済区域。

## 地理
世田谷区世田谷地域に属する。区内には下馬という地名も存在するが、隣接はしていない。なお、若林、三軒茶屋、野沢、駒沢、弦巻の各地域が隣接している。

### 地価
住宅地の地価は、2025年（令和7年）1月1日の公示地価によれば、上馬1-7-7の地点で74万3000円/m2、上馬4-19-9の地点で78万7000円/m2、上馬5-30-8の地点で73万7000円/m2となっている。

### 地形
比較的水はけが悪い場所があり、集中豪雨時には内水氾濫により浸水被害が出ることがある。

## 歴史
現在の五丁目付近は、茶の湯に適した清水があったことから、茶人や茶道を嗜む公家や大名の下屋敷が建ち並び、通称「茶人町」と呼ばれた。世田谷通りに接する、自由通りから一つ東に通る小路は、現在でも地元の人に「茶匠通り」と呼ばれ、その名残をとどめている。

### 地名の由来
旧：荏原郡上馬引沢村（かみまひきさわむら）の省略による。一般には源頼朝が遠征に向かう途中この地を訪れ、土砂崩れに遭った際、「以後ここを渡る際は、馬を曳いて渡れ」と命じたのが由来とされるが、さらに古い地名とも考えられている。

### 沿革
- 1966年（昭和41年）10月1日 - 上馬町の一部が弦巻一丁目および二丁目となる[6]
- 1967年（昭和42年）2月1日 - 上馬一丁目から五丁目を新設、上馬町の一部が野沢一丁目となる[7]
- 1967年（昭和42年）7月1日 - 上馬町の一部が駒沢一丁目および二丁目となる[8]
- 1967年（昭和42年）11月1日 - 上馬町の一部が駒沢三丁目および駒沢公園となる[9]
- 1968年（昭和43年）7月15日 - 上馬町の一部が三軒茶屋一丁目、下馬二丁目および三丁目となる[10]

### 町名の変遷
| 実施後         | 実施年月日    | 実施前（特記なければ各町名ともその一部）                 |
| -------------- | ------------- | -------------------------------------------------------- |
| 弦巻一丁目     | 1966年10月1日 | 弦巻町一丁目、弦巻町二丁目、上馬町二丁目                 |
| 弦巻二丁目     | 1966年10月1日 | 弦巻町一丁目、弦巻町二丁目、上馬町三丁目                 |
| 野沢一丁目     | 1967年2月1日  | 野澤町一丁目、上馬町一丁目                               |
| 上馬一丁目     | 1967年2月1日  | 上馬町一丁目                                             |
| 上馬二丁目     | 1967年2月1日  | 上馬町一丁目                                             |
| 上馬三丁目     | 1967年2月1日  | 上馬町一丁目                                             |
| 上馬四丁目     | 1967年2月1日  | 上馬町一丁目、上馬町二丁目                               |
| 上馬五丁目     | 1967年2月1日  | 上馬町二丁目、世田谷一丁目                               |
| 駒沢一丁目     | 1967年7月1日  | 上馬町三丁目、深澤町一丁目、新町一丁目                   |
| 駒沢二丁目     | 1967年7月1日  | 上馬町二丁目（全域）、上馬町一丁目、上馬町三丁目         |
| 駒沢三丁目     | 1967年11月1日 | 弦巻町一丁目（全域）、上馬町三丁目、新町一丁目           |
| 駒沢公園       | 1967年11月1日 | 上馬町三丁目、深澤町一丁目、深澤町二丁目、新町一丁目     |
| 三軒茶屋一丁目 | 1968年7月15日 | 太子堂町（全域）、三軒茶屋町、下馬町一丁目、上馬町一丁目 |
| 下馬二丁目     | 1968年7月15日 | 池尻町、三宿町、三軒茶屋町、下馬町一丁目、上馬町一丁目   |
| 下馬三丁目     | 1968年7月15日 | 下馬町三丁目、上馬町一丁目                               |

## 世帯数と人口
2025年（令和7年）1月1日現在（世田谷区発表）の世帯数と人口は以下の通りである。
| 丁目       | 世帯数     | 人口     |
| ---------- | ---------- | -------- |
| 上馬一丁目 | 3,128世帯  | 4,947人  |
| 上馬二丁目 | 3,267世帯  | 4,791人  |
| 上馬三丁目 | 1,131世帯  | 1,914人  |
| 上馬四丁目 | 3,198世帯  | 4,889人  |
| 上馬五丁目 | 2,598世帯  | 4,814人  |
| 計         | 13,322世帯 | 21,355人 |

### 人口の変遷
国勢調査による人口の推移。
| 年                 | 人口   |
| ------------------ | ------ |
| 1995年（平成7年）  | 18,674 |
| 2000年（平成12年） | 19,149 |
| 2005年（平成17年） | 19,387 |
| 2010年（平成22年） | 19,499 |
| 2015年（平成27年） | 20,143 |
| 2020年（令和2年）  | 21,599 |

### 世帯数の変遷
国勢調査による世帯数の推移。
| 年                 | 世帯数 |
| ------------------ | ------ |
| 1995年（平成7年）  | 9,554  |
| 2000年（平成12年） | 10,637 |
| 2005年（平成17年） | 11,279 |
| 2010年（平成22年） | 11,235 |
| 2015年（平成27年） | 11,869 |
| 2020年（令和2年）  | 13,002 |

## 学区
区立小・中学校に通う場合、学区は以下の通りとなる（2024年8月時点）。
| 丁目       | 番地                      | 小学校                   | 中学校               |
| ---------- | ------------------------- | ------------------------ | -------------------- |
| 上馬一丁目 | 全域                      | 世田谷区立旭小学校       | 世田谷区立駒留中学校 |
| 上馬二丁目 | 全域                      | 世田谷区立三軒茶屋小学校 | 世田谷区立駒沢中学校 |
| 上馬三丁目 | 全域                      | 世田谷区立駒沢小学校     | 世田谷区立駒沢中学校 |
| 上馬四丁目 | 1〜38番                   | 世田谷区立駒沢小学校     | 世田谷区立駒沢中学校 |
| 上馬四丁目 | 39〜41番                  | 世田谷区立弦巻小学校     | 世田谷区立駒沢中学校 |
| 上馬五丁目 | 1～18番 23～25番 27～40番 | 世田谷区立弦巻小学校     | 世田谷区立駒沢中学校 |
| 上馬五丁目 | 19〜22番 26番             | 世田谷区立弦巻小学校     | 世田谷区立弦巻中学校 |

## 交通

### 鉄道
最寄駅は東急田園都市線・東急世田谷線三軒茶屋駅（太子堂に所在）および駒沢大学駅（当地域四丁目に所在）である。北側の五丁目からは、世田谷線松陰神社前駅も徒歩圏内である。

### 道路
最寄の高速道路出入口は、三軒茶屋出入口、池尻出入口である。玉川通りと環七通りが交差する上馬交差点がある。

### バス
東急バス（淡島営業所・弦巻営業所・瀬田営業所・高津営業所）と小田急バス（小田急ハイウェイバス）が路線バスを運行している。
上馬交差点近くにある上馬停留所からは渋谷駅、下北沢駅（北沢タウンホール）、二子玉川駅、田園調布駅、等々力駅、五反田駅、世田谷区民会館、新代田駅、大森駅などへ路線を伸ばしている。2013年3月までは都営バスも新宿駅からの路線（もとは大森駅、のち駒沢陸橋まで）を運行していた。
世田谷通りに面する若林三丁目のバス停からは、玉川通り経由（渋21～24・26）のほか淡島通り経由（渋52）の渋谷駅ゆき路線もあるほか、上町、用賀駅、祖師ヶ谷大蔵駅、成城学園前駅、調布駅（本数少）方面など、比較定長距離の路線が発着する。
また弦巻通りには、渋谷駅と弦巻営業所を結ぶ路線（渋05）が発着する。
玉川通り
- 渋11　渋谷駅 - 三軒茶屋 - 中里 - 上馬 - 駒沢大学駅前 - 八雲 - 自由が丘駅入口 - 田園調布駅
- 渋12　渋谷駅 - 三軒茶屋 - 中里 - 上馬 - 駒沢大学駅前 - 用賀一丁目 - 二子玉川駅・高津営業所
- 渋82　渋谷駅 - 三軒茶屋 - 中里 - 上馬 - 駒沢大学駅前 - 深沢坂上 - 等々力 - 等々力操車所
- 等13　等々力操車所 - 等々力 - 深沢坂上 - 駒沢大学駅前 - 世田谷区民会館 - 梅ヶ丘駅

環八通り
- 下61　北沢タウンホール - 下北沢駅前 - 三軒茶屋 - 中里 - 上馬 - 野沢龍雲寺 - 駒沢陸橋
- 森91　大森操車所 - 大森駅 - 馬込駅前 - 洗足駅入口 - 野沢龍雲寺 - 上馬 - 上馬四丁目 - 駒留 - 若林交番 - 若林駅前 - 新代田駅前
- 反11　五反田駅 - 武蔵小山駅 - 学芸大学駅 - 野沢龍雲寺 - 上馬 - 上馬四丁目 - 駒留 - 若林交番 - 若林三丁目 - 世田谷区民会館

世田谷通り
- 渋21　渋谷駅 - 三軒茶屋 - 若林三丁目 - 上町駅
- 渋22　渋谷駅 - 三軒茶屋 - 若林三丁目 - 上町 - 農大前 - 用賀駅
- 渋23　渋谷駅 - 三軒茶屋 - 若林三丁目 - 上町 - 農大前 - 千歳船橋 - 祖師ヶ谷大蔵駅
- 渋24　渋谷駅 - 三軒茶屋 - 若林三丁目 - 上町 - 農大前 - 成育医療研究センター前 - 成城学園前駅西口
- 渋26　渋谷駅 - 三軒茶屋 - 若林三丁目 - 上町 - 農大前 - 成育医療研究センター - 狛江駅北口 - 調布駅南口
- 渋52　渋谷駅 - 淡島 - 若林三丁目 - 世田谷区民会館

弦巻通り
- 渋05　渋谷駅 - 三軒茶屋 - 駒留 - 向橋 - 弦巻営業所

## 事業所
2021年（令和3年）現在の経済センサス調査による事業所数と従業員数は以下の通りである。
| 丁目       | 事業所数  | 従業員数 |
| ---------- | --------- | -------- |
| 上馬一丁目 | 144事業所 | 571人    |
| 上馬二丁目 | 143事業所 | 1,386人  |
| 上馬三丁目 | 56事業所  | 609人    |
| 上馬四丁目 | 144事業所 | 1,351人  |
| 上馬五丁目 | 80事業所  | 673人    |
| 計         | 567事業所 | 4,590人  |

### 事業者数の変遷
経済センサスによる事業所数の推移。
| 年                 | 事業者数 |
| ------------------ | -------- |
| 2016年（平成28年） | 518      |
| 2021年（令和3年）  | 567      |

### 従業員数の変遷
経済センサスによる従業員数の推移。
| 年                 | 従業員数 |
| ------------------ | -------- |
| 2016年（平成28年） | 4,015    |
| 2021年（令和3年）  | 4,590    |

## 施設
- 世田谷上馬郵便局
- 世田谷上馬一郵便局
- コドモの園幼稚園
- 上馬保育園
- 日生上馬保育園ひびき
- 駒留八幡神社

## その他

### 日本郵便
- 郵便番号 : 154-0011[2]（集配局 : 世田谷郵便局[20]）。